# Троїця (Підосиновський район)
Тро́їця (рос. Троица) — село у складі Підосиновського району Кіровської області, Росія. Входить до складу Підосиновського міського поселення.
Населення становить 44 особи (2010, 86 у 2002).
Національний склад станом на 2002 рік — росіяни 99 %.